# Klimaks (narrativ)
 For alternative betydninger, se Klimaks. (Se også artikler, som begynder med Klimaks)
Klimaks (græsk klimaks 'stige, trappe, stigning') er en af de retoriske talefigurer, der anvendes i poesi, veltalenhed og narrative fortællinger, og som består i en sådan planmæssig ordning af tanker og følelsesudtryk, at virkningen er stigende. "Formue, sundhed, liv, ære, alt er tabt". Som hyperbelen er den et udtryk for en stigende sindsbevægelse og virker derigennem, men refleksionen bevarer her herredømmet over sindsbevægelsen og associationerne, således at den ordner rækken. I modsætning til klimaks står antiklimaks, hvor leddene ordnes således, at virkningen er dalende.